# California (Kentucky)

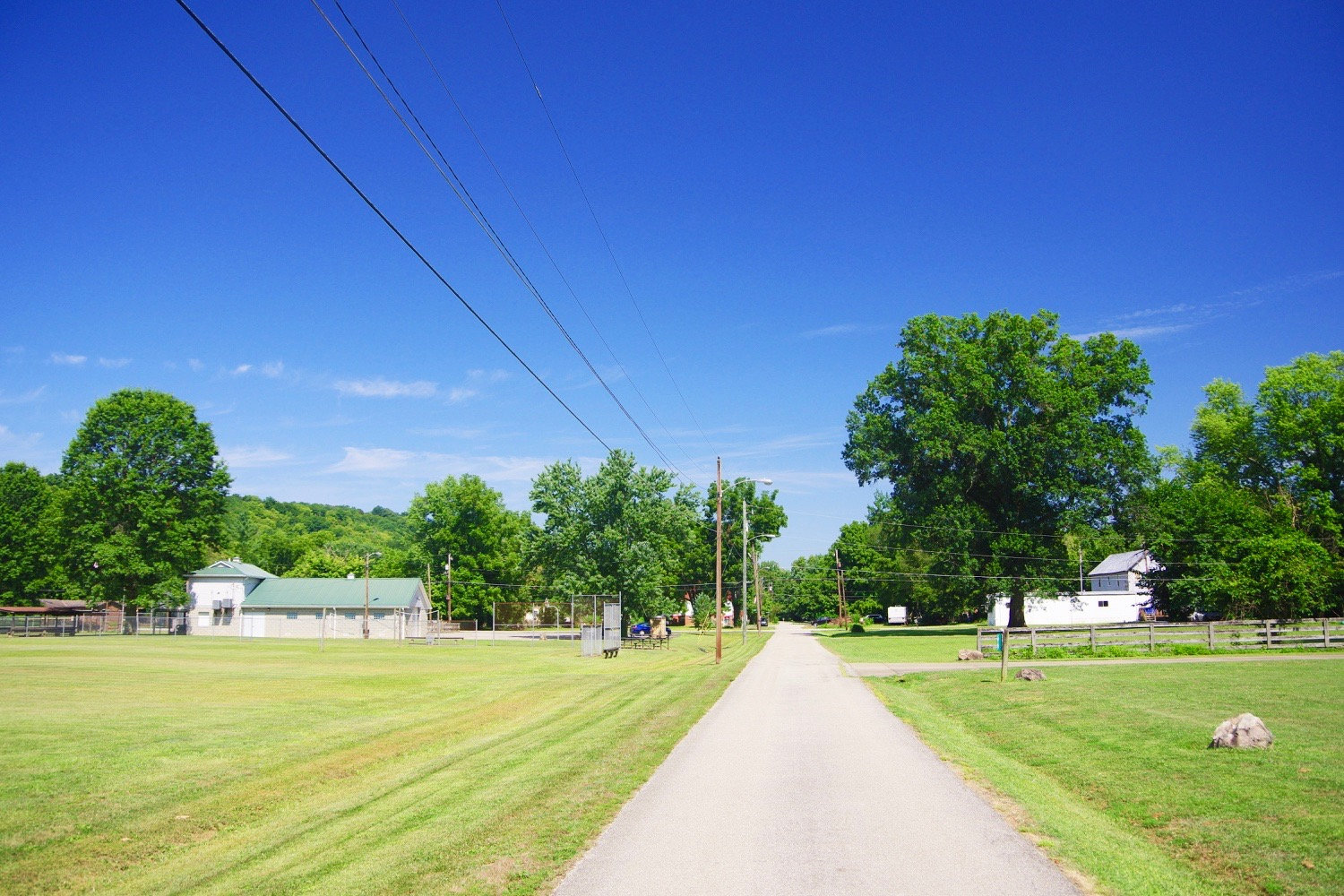
Vue le long de Madison Avenue

Pour les articles homonymes, voir California.
California est une ville située dans le comté de Campbell dans l’État du Kentucky, aux États-Unis. En 2010, sa population est de 90 habitants.

## Source de la traduction
- (en) Cet article est partiellement ou en totalité issu de l’article de Wikipédia en anglais intitulé « California, Kentucky » (voir la liste des auteurs).